# Casual (Chappell Roan-dal)
A Casual Chappell Roan amerikai énekesnő kislemeze, ami 2022. október 28-án jelent meg. Később szerepelt Roan debütáló albumán, a The Rise and Fall of a Midwest Princessen (2023). A dalt Dan Nigróval és Morgan St. Jeannel szerezte, míg a korábbi és Ryan Linvill a szám producere. Stílusát tekintve dreampop, és egy alkalmi kapcsolatról beszél, amelyben a másik fél nem hajlandó elkötelezni magát Roanhoz.
A dal 2024-ben lett sláger, Roan hét dala egyikeként, ami egy időben szerepelt a Billboard Hot 100-on, a Good Luck, Babe!, a Hot to Go!, a Red Wine Supernova, a Pink Pony Club, a Femininomenon és a My Kink Is Karma mellett.

## Háttér
Azt követően, hogy Roan kiadta Pink Pony Club című kislemezét 2020-ban, és szerződést bontott vele az Atlantic Records, elkezdett Dan Nigróval dolgozni a Casualön. A dalt egy távkapcsolat inspirálta, ami online kezdődött a Covid19-pandémia közben. Párja álmai nőjének hívta Roant, aminek következtében az énekes egyre inkább kötődött hozzá. Ennek ellenére, egy héttel később egy üzenetet küldött Roannak, megosztva vele, hogy valaki mással kezdett el járni és, hogy kapcsolatuk az énekesnővel csak alkalmi volt. Egy Rolling Stone-interjúban azt mondta a helyzetről, hogy „Hogy érted, hogy alkalmi volt? Titkokat osztottunk meg egymással és gyakorlatilag minden nap beszéltünk.”

## Kritika
A dalt méltatták a szakértők, Jem Aswald (Variety) szerint a dal Roan „eddigi legellenállhatatlanabb” kislemeze volt, és az éneklési stílusát Lana Del Reyhez hasonlította. Hasonlóan pozitívan írt róla Stephen Thompson, az NPR szakértője is, felsorolva a „részleteket, amiknek köszönhetően jól működik a Casual: a jövőbeli háziasság homályos képei, egy újraértelmezett beszélgetés egy rokonnal, az örök tévedés, hogy a szexbe kapaszkodik az ember, mint az érzelmi intimitás helyettesítője.”
A Pitchfork két kritikát is kiadott a dalról. Olivia Horn a dalt az album egyik „csúcspontjának” nevezte, és azt írta, hogy a szám „egy romantikus partner miatt érzett szomorúság és megvetés koktélja,” míg Jane Bua méltatta Roan őszinteségét, és megjegyezte, hogy a refrénben hallott éneklés egy Chicks-dalra emlékeztette.

## Slágerlista
| Slágerlista (2024)                   | Legmagasabb pozíció |
| ------------------------------------ | ------------------- |
| Ausztrália (ARIA)                    | 83                  |
| Fülöp-szigetek (Philippines Hot 100) | 75                  |
| Global 200 (Billboard)               | 138                 |
| Írország (IRMA)                      | 96                  |
| Kanada (Canadian Hot 100)            | 66                  |
| US Billboard Hot 100                 | 62                  |